# Tienimi stretto
Tienimi stretto è un film del 2011, diretto da Luca Fortino.
Il film, con protagonista Salvatore Lazzaro, ha ricevuto il premio alla settima edizione del Epizephiry International Film Festival 2012.

## Trama
Denise Di Berardino è una bambina di sette anni con due genitori tossici ed alcolizzati. Per evitare le botte che prende quotidianamente, dopo la scuola va sempre a casa del signor Basile, lavoratore onesto e persona di gran cuore. Vedovo e con due figli a carico, Mario tratta la bambina come se fosse figlia sua. Mario però ospita un noto boss latitante: Denise si ritrova così a vivere una realtà che non le appartiene e che mai avrebbe dovuto conoscere.
Da quando Salvatore Bonanno, il latitante, vive a casa Basile, il figlio diciassettenne di Mario, Roberto, si è messo in testa di diventare uno ndranghetista. Mario fa di tutto per dissuaderlo dalle sue convinzioni tentando di spiegargli che non può esistere vita se non da persona onesta. Ben presto arriva il giorno in cui la presenza della bambina non va a genio a Salvatore Bonanno, che ordina a Mario di non farla più presentare a casa. Ma Denise è come una figlia e nessuno trova il coraggio di comunicarle una notizia che alla sua età potrebbe essere percepita come un abbandono. Mario decide così di lasciarla venire, raccomandando tuttavia di farla uscire sempre prima del rientro del boss.
Tutto procede secondo i piani fino a quando un giorno Salvatore rientra senza fare alcun rumore. La bambina si nasconde in una credenza della cucina e per ironia della sorte il boss decide di rimanere nella stessa stanza a parlare di fatti inquietanti con uno dei suoi killer. Denise ascolta e da quel giorno continua ad origliare ogni discussione fra il boss e i suoi tirapiedi. Intanto Salvatore Bonanno diventa sempre più influente fra le famiglie del paese, eliminando ogni possibile minaccia alla sua ascesa al potere. Passano sei mesi e a scuola è stato organizzato un concorso per i bambini a cui si partecipa scrivendo un tema. Il titolo del tema è "Vedo, sento... scrivo" e il vincitore del concorso vedrà il suo compito pubblicato sui giornali locali. Denise decide di scrivere la sua storia riassumendo, in sette pagine, sei mesi di latitanza e di omicidi commessi dalla famiglia Bonanno.
Il suo lavoro però viene interpretato come frutto della fantasia di un bambino, vittima della influenza della mafia. Il tema tuttavia vince per la sua originalità e finisce sui giornali. Quando Salvatore Bonanno legge l'articolo si rende conto che quel compito è una confessione e che la bambina costituisce una minaccia. La cerca a casa Basile ma Mario non ha il coraggio di confessare il suo reale domicilio. Mario, così come Roberto e la sorella Angela, muoiono sotto la raffica dei colpi degli ndranghetisti. Intanto la maestra di Denise, Lucia, legge un articolo in cui è riportato un omicidio che stranamente sembra essere rievocato in tutte le sue sfaccettature nel tema della piccola. Arrivata in leggero ritardo intravede da lontano due uomini mentre la caricano in una macchina e se ne vanno.
La maestra, in lacrime, trova il coraggio di andare alla polizia; consegna il tema come prova dell'attività della famiglia mafiosa confessando il sequestro appena consumato.